# Кам'янобрідський район

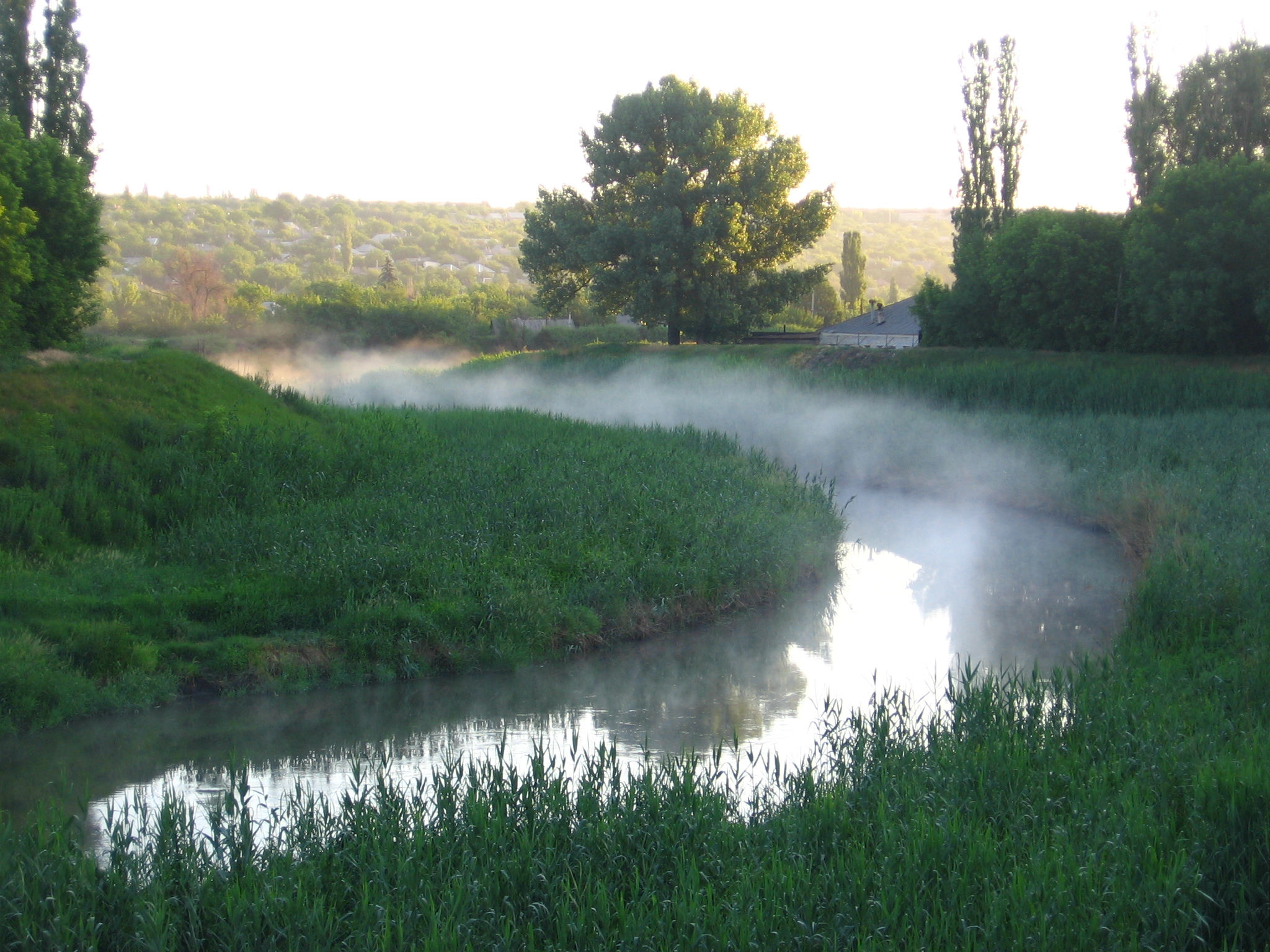
Річка Луганка на тлі типової забудови Камброду.

Старий єврейський цвинтар у Камброді.

Кам'янобрідський район (слобода Кам'яний Брід, розм. Камбрід, жартівливо «Кембридж», рос. Камброд) — найменший за площею та населенням район на північному заході Луганська, переважно забудови приватного сектора. Бере свій початок із козацького запорізького зимівника (Кальміуська паланка) задовго до офіційного «заснування» міста Луганська в 1795 році. Теренами району протікає річка Луганка, також межує з Вільхівкою.

## Символіка

### Герб
Герб Кам'янобродського району було затверджено рішенням райради 9 вересня 1998 року.
Герб є геральдичним щитом золотого кольору, що лежить на перетятих кирці та списі. В центральній частині щита розміщено зелено-синє коло, в якому розташовані основні елементи герба: срібний міст, срібна церква із золотою банею, полум'я над кладкою та бочка.
У лівому верхньому куті розташований коричневий квадрат, в якому розміщено золоту літеру «С» в оточенні восьми чотирикінечних зірок.

### Стяг
Стяг є прямокутником, із співвідношенням висоти до довжини як 2 до 3. Зображення на стязі складається з трьох смуг: зеленої, блакитної (у вигляді хвилі) та синьої, накладених по центру на зображення стяга України, який складається з рівних частин жовтого та блакитного кольору. Блакитна стрічка в центрі складається з 9 хвиль. Довжина хвилі належить до ширини стяга як 1 до 8. Ширина зеленої та синьої смуг співвідноситься із довжиною як 1 до 18. Зображення стяга Кам'янобрідського району виготовляється на основі оригіналу, записаного на магнітний носій, який зберігається в Кам'янобрідській районній раді.

## Органи влади
Районна рада. Усього 35 депутатів. 27 із них входять до фракції ПР.
Кам'янобрідський районний відділ Луганського міського управління УМВС України в Луганській області.
Кам'янобрідський районний суд міста Луганська.